# 귀신 이야기
《귀신이야기》(일본어: 鬼物語 오니모노가타리[*])는 일본의 소설가 니시오 이신이 고단샤를 통해 연재한 소설이다.

이야기 시리즈 세컨드 시즌중 다섯번째 작품이며 상처이야기에서부터 이야기 되온 키스샷의 첫 번째 권속에 대한 비밀과 키스샷의 400여년전 일본 이야기가 밝혀진다. 화자는 아라라기 코요미이다. 대한민국에서는 학산문화사를 통해 2013년 9월 6일에 발간되었다.

## 애니메이션
소설이 애니메이션화되어 2013년 7월 6일부터 2013년 12월 28일까지 방영된 모노가타리 세컨드 시즌 총 26화중 17화부터 20화까지 총 4화로 방영이 종료됐다. 대한민국에서는 애니플러스에서 방영되었다.

### 주제가
- 여는곡 <White lies> (악의 없는 거짓말)

참고: 가사가 없으며 애니메이션에선 나오지 않은 곡이다. BD/DVD에만 수록 되어있는 곡.
- 닫는곡 〈その声を覚えてる〉 (그 목소리를 기억하고 있어)

노래: 〈河野マリナ〉 (카와노 마리나)
참고: 미끼 이야기와 닫는곡이 같다.